# ヨーゼフ・カール・フォン・プファルツ＝ズルツバッハ
ヨーゼフ・カール・フォン・プファルツ＝ズルツバッハ（Joseph Karl von Pfalz-Sulzbach, 1694年11月2日 - 1729年7月18日）は、プファルツ＝ズルツバッハ公テオドール・オイスタッハとエレオノーレ・マリー・アマーリア・フォン・ヘッセン＝ラインフェルス＝ローテンブルクの長男。ヨハン・クリスティアンの兄。

## 生涯
プファルツ選帝侯カール3世フィリップには息子がなかったため、1716年にヨーゼフ・カールはカール3世の後継者と決められた。それに伴い、翌1717年にカール3世の娘エリーザベト・アウグステ・ゾフィーと結婚したが、1728年にエリーザベトが死去、自身も後を追うように翌1729年に急死した。
エリーザベトとの間に生まれた息子は全員夭折、娘しか残らなかったため、弟のヨハン・クリスティアンが改めて後継者に選ばれた。後にヨハン・クリスティアンも早世、その息子カール・テオドールがヨーゼフ・カールとエリーザベトの娘エリーザベト・アウグステと結婚、カール3世亡き後のプファルツ選帝侯を継承した。

## 子女
- カール・フィリップ（1718年 - 1724年）
- インノツェンツァ・マリア（1719年）
- エリーザベト・アウグステ（1721年 - 1794年） - 従弟に当たるカール・テオドールと結婚。
- マリア・アンナ（1722年 - 1790年） - バイエルン公子クレメンス・フランツと結婚。
- マリア・フランツィスカ（1724年 - 1794年） - プファルツ＝ツヴァイブリュッケン＝ビルケンフェルト公子フリードリヒ・ミヒャエルと結婚、プファルツ＝ツヴァイブリュッケン公カール3世アウグスト、バイエルン国王マクシミリアン1世の母。
- カール・フィリップ（1725年 - 1728年）
- 男（1728年）